# Veveří (Huzová)
Veveří (německy Eichorn či Eichhorn) je malá vesnice, část obce Huzová v okrese Olomouc. Nachází se asi 3 km na sever od Huzové a leží v katastrálním území Veveří u Huzové o rozloze 3,45 km2.

## Historie
První písemná zmínka o obci pochází z roku 1547. Veveří mělo ve znaku veverku. K Huzové byla do té doby samostatná obec byla připojena roku 1971.

## Pamětihodnosti
- Zemědělský dvůr – obytná budova čp. 19
- Zřícenina kaple svatého Jeronýma